# Epilation

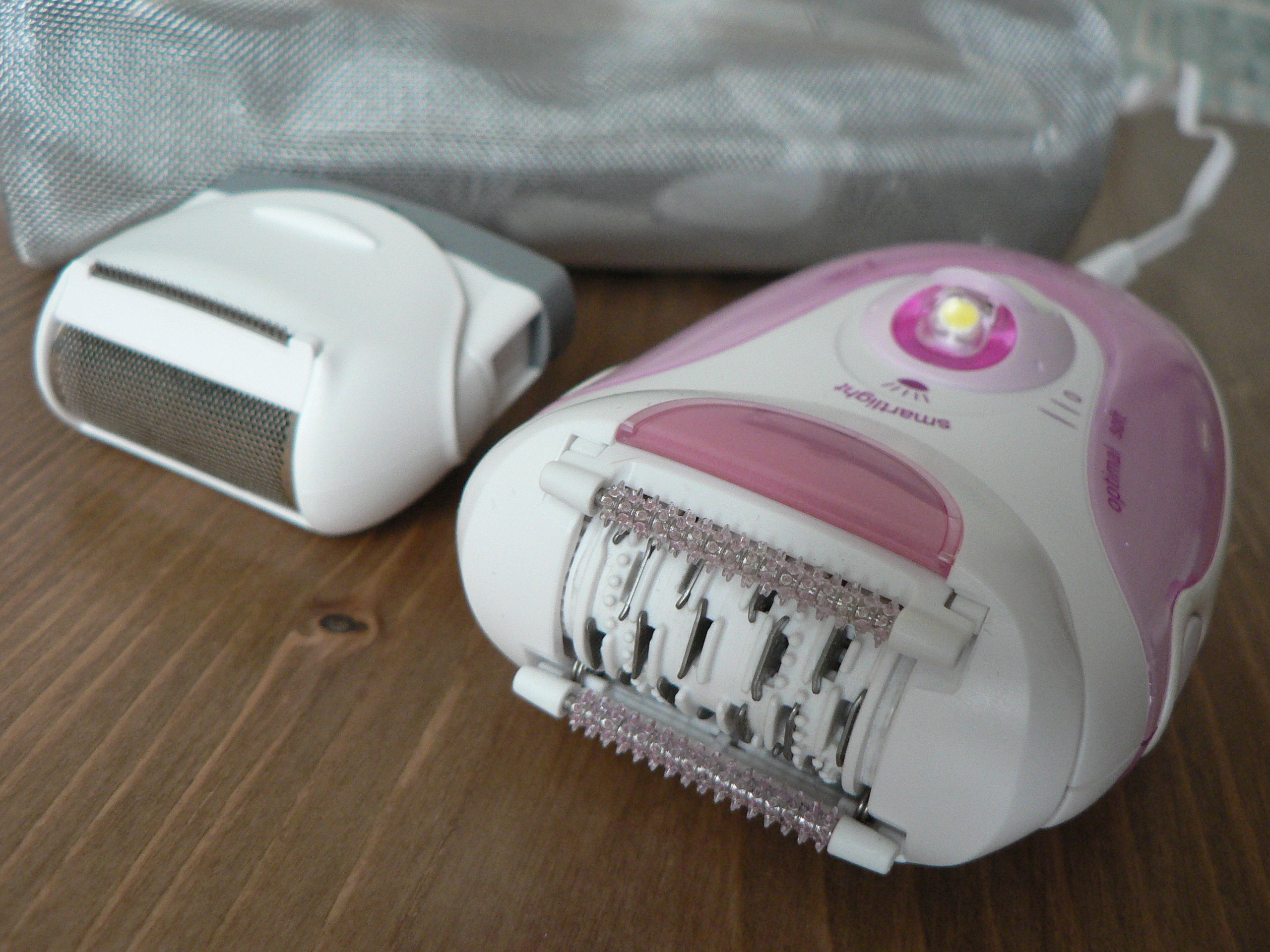
Elektrisches Epiliergerät

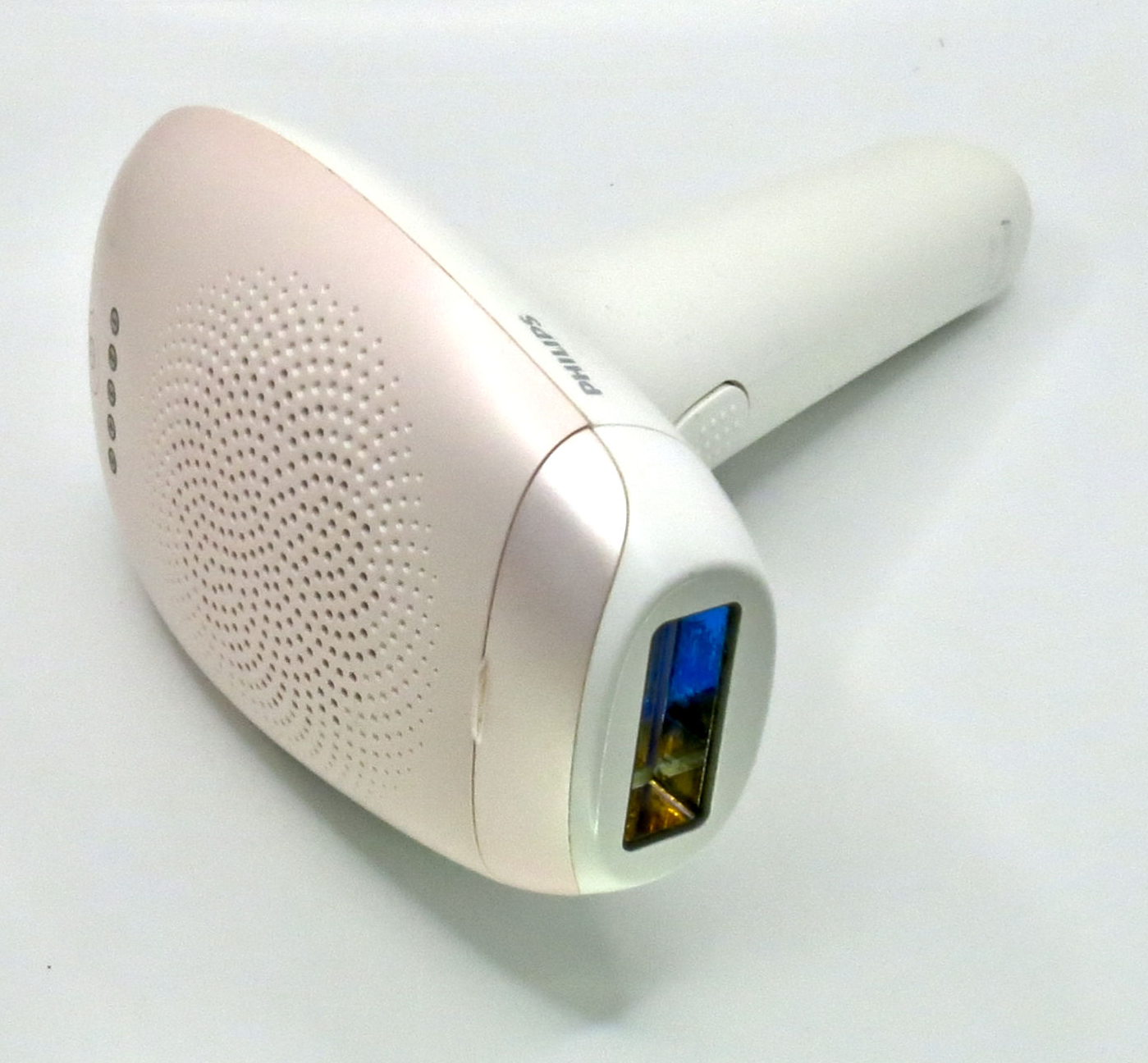
Philips IPL Lumea Essential für Netzbetrieb

Unter Epilation versteht man das Verfahren zur Entfernung von Körperhaaren, wobei das Haar mitsamt der Haarwurzel entfernt wird. Im Unterschied zur Depilation wird somit nicht nur der sichtbare Teil der Haare entfernt. Die Epilation gliedert sich in dauerhafte (permanente) Verfahren, bei denen die Haarwurzel zerstört wird, und in nicht-dauerhafte Verfahren, bei denen das Haar nur ausgerissen wird, ohne die Haarwurzel zu zerstören, und nach einiger Zeit – allerdings erst nach einer längeren Zeitspanne als bei der Depilation – wieder nachwächst. Je nach kulturellem Umfeld gilt die Epilation bestimmter Körperteile oder -bereiche als Teil der normalen Körperpflege. Zudem stellt die dauerhafte Haarentfernung des ganzen Körpers ein immer weiter verbreitetes Schönheitsideal dar.

## Temporäre Epilation
Bei diesen Epilationsmethoden wird das Haar ausgerissen. Bei allen Methoden der Epilation verlangsamt sich das Haarwachstum. Daher bleibt die Haut länger glatt als bei einer Depilation (zum Beispiel Rasur) und die Anwendungsintervalle können vergrößert werden. Des Weiteren sind die nachwachsenden Haare dünner, unauffälliger sowie weicher. Daher lassen sich die Haare einfacher entfernen, was nachfolgende Anwendungen weniger schmerzhaft macht.
Es gibt Epilationsverfahren mit Wachs (Warmwachs bzw. Kaltwachsstreifen), Halawa (klebrige Zuckerpaste) oder der Fadenepilation. Daneben gibt es von verschiedenen Rasierapparateherstellern entsprechende elektrische Epilierer, die mit sich drehenden Walzen oder Federn das Haar samt der Wurzel herausziehen.
Beim sogenannten Brazilian Waxing wird ausschließlich entweder die Sugaring- (Halawa) oder die Heißwachsmethode angewendet. Auf Wachs basierende Epilationsverfahren weisen bei Anwendung im Gesicht das Problem auf, dass unter Umständen die oberste Hautschicht mit abgelöst wird, da die Gesichtshaut sehr viel dünner ist als andere Hautpartien am Körper.
Die Körperhaare und insbesondere unerwünschte Gesichtshaare mit einem Faden zu entfernen, ist eine in orientalischen Ländern weit verbreitete Technik. Diese Technik verbreitet sich auch zunehmend in westlichen Ländern und wird vor allem in Brow Bars angeboten. Die Fadenepilation soll weniger schmerzhaft als das Epilieren mit Wachs sein. Die Fäden, die man dazu benutzt, werden mit beiden Händen zwischen den Fingern so schnell gedreht und dabei über den Körper geführt, dass sich beim Drehen die Härchen dazwischen verfangen und so beinahe schmerzlos entfernt werden. Diese Methode wird vor allem für unerwünschte Gesichtshaare angewendet oder dafür Augenbrauen zu modellieren. Für größere Hautpartien wie das Bein ist diese Methode sehr zeitaufwendig und wird deshalb seltener genutzt.
Einzelne Haare und kleine Bereiche, zum Beispiel die Augenbrauen, können auch mit einer Pinzette ausgezupft werden. Allerdings können mit einer Pinzette nicht großflächigere Haarpartien (beispielsweise Damenbart oder Vellushaare) entfernt werden.

## Dauerhafte Epilation
Zur dauerhaften Epilation gibt es mehrere Verfahren. Allen ist gemeinsam, dass diese nur bei Haaren erfolgreich sind, die sich in der Wachstumsphase befinden. Da es aber insgesamt drei Phasen der Haarentwicklung gibt, ist eine mehrmalige Anwendung dieser Verfahren nötig, um ein vollständiges Ergebnis zu erzielen.

### Laser- und Lichtbehandlungssysteme
Hierbei wird das Haar großflächig Laserpulsen oder Lichtblitzen ausgesetzt. Das Licht wird dabei vom Melanin absorbiert und in Wärme umgewandelt. Diese lokale Wärmeentwicklung führt zu einer Verödung der Haarwurzeln. Dieses Verfahren wirkt jedoch nur bei dunklen Haaren bzw. Haaren mit dunkler Wurzel, da weißen Haaren das Pigment Melanin fehlt, das die Laserstrahlung aufnimmt. In diesen Fällen kann mit anderen Epilationsverfahren gearbeitet werden. Der Laser arbeitet mit genau einer Wellenlänge und ist daher sehr selektiv bezüglich der Zielstruktur.

#### Enthaarungslaser
Derzeit befinden sich zahlreiche Laser- und Lichtbehandlungssysteme auf dem Markt, die geeignet sind zur Verlangsamung von Haarwuchs (long-term Epilation) bis hin zur dauerhaften Haarentfernung. Es handelt sich hierbei im Einzelnen um länger gepulste (bis 50 ms) Festkörper- (Alexandrit-, Nd:YAG-, Rubin-) oder Diodenlaser. Der Unterschied zur IPL-Behandlung liegt bei dem Laser darin, dass der Laserimpuls stets auf einer konstanten Wellenlänge arbeitet und dadurch auch tief in die Haarwurzel gelangen kann. Für viele Lasersysteme ist inzwischen eine haarwachstumsverlangsamende Wirkung gesichert.

#### IPL-Technik

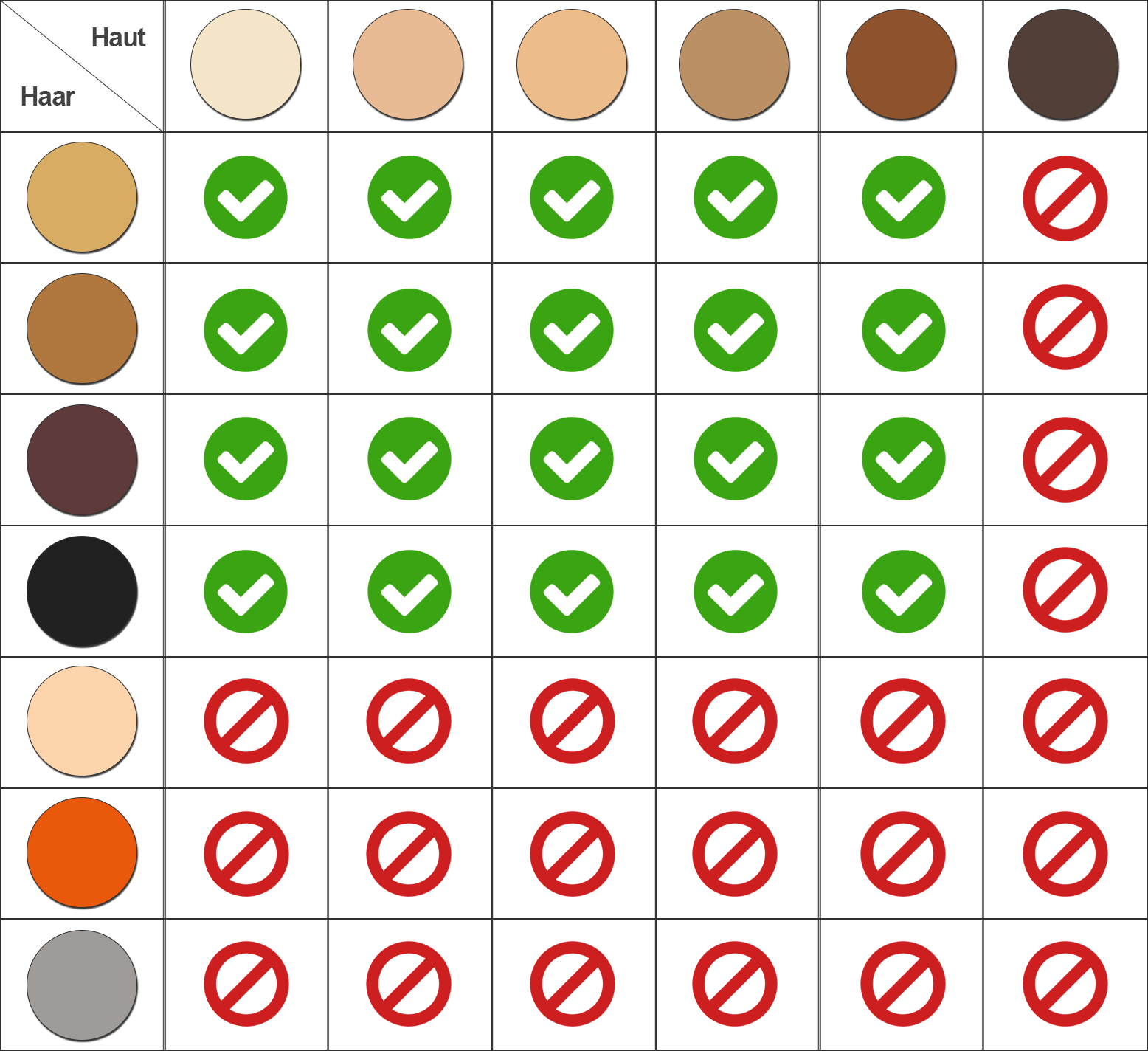
Grafik: Anwendbarkeit der IPL-Technik nach Hautton und Haarfarbe

IPL steht für Intense Pulsed Light und stellt ein weiteres Verfahren zur permanenten Haarentfernung bzw. -reduktion dar. Mit der IPL-Technik kann eine vergleichsweise große Fläche zügig mit einem Einzelimpuls behandelt werden. Zudem verwendet die IPL-Technik im Unterschied zur Lasertechnik, welche mit einer einzelnen, festen Wellenlänge arbeitet (z. B. 810 nm bei dem Diodenlaser), das komplette Spektrum einer Xenon-Lichtquelle, welches durch Einsatz von Filtern auf den notwendigen und für die Behandlung wirksamen Wellenlängenbereich zwischen 380 und 1400 nm eingeschränkt wird. Die Bestrahlung beträgt 5 bis 30 Joule/cm2 während der Blitzzeit von 20 bis 100 Millisekunden. Es existieren inzwischen auch IPL-Geräte für den Privatgebrauch, welche besonders strikten Sicherheitsauflagen unterliegen.
Die Epilationsergebnisse sind von der Hautpigmentierung und der Pigmentintensität der Haare abhängig. Für ein vollständiges Ergebnis ist je nach Körperregion und Individuum mit sechs bis 30 Behandlungen zu rechnen. Da das Grundprinzip dieser Behandlung dem der Laserepilation entspricht, wirkt auch dieses Verfahren nur bei dunkleren Haaren (Haare mit genügend Melanin). Weiße Haare und Vellushaare (Flaum) können hiermit nicht dauerhaft entfernt werden, da ihnen das Pigment Melanin fehlt, das die Licht-Strahlung absorbieren könnte. Haare ohne Melanin kann ausschließlich die Elektroepilation dauerhaft entfernen.
Die Gefahr beim Einsatz von IPL und gepulsten Lasern in der Epilation geht dabei nicht nur von einer „Verbrennung“ der stark absorbierenden Hautareale und Hautanhangsgebilde, sondern auch von der unbeabsichtigten Netzhautschädigung bei Einstrahlung auf das Auge aus. Als Reaktion auf das Gesetz zum Schutz vor nichtionisierender Strahlung bei der Anwendung am Menschen (NiSG) haben sich die Gerätehersteller und Importeure von IPL-Geräten zu einer Geräte-Arbeitsgemeinschaft im Industrieverband ICADA e. V. zusammengeschlossen. Die deutsche Industrie hat sich eine Selbstbeschränkung auferlegt, um bis zum Inkrafttreten einer Verordnung die Mindeststandards des NiSG zu erfüllen.
IPL wird auch über die Anwendung bei der Epilation hinaus eingesetzt, wobei die thermischen Effekte (kurzzeitige Erwärmung der Mikrokapillaren auf 60–70 °C), aber auch direkte Beeinflussungen der Calcium-Konzentration über die hochintensive Strahlung im 500–900 nm Wellenlängenbereich zu Veränderungen bei der Expression unterschiedlicher Proteine führen.

#### SHR-Technik
SHR steht für Super Hair Removal. An Stelle von Blitzlampen wird ein Laser verwendet. Diese Methode kann auch helle Haare entfernen.

### Elektroepilation
Bereits 1875 wurde die Elektroepilation (auch Nadelepilation) in den USA erstmals angewendet und im Laufe der Jahre technisch weiterentwickelt und verfeinert. Sie ist unabhängig von Haarfarbe, Haarstärke und Hautfarbe. Bei der Elektroepilation wird eine sehr feine Sonde (aus dünnstem Chirurgenstahl), die auf Haarstärke und Follikeltiefe abgestimmt ist, in jeden Haarfollikel eingeführt. Über diese Sonde wird nun dosiert elektrische Energie in den Follikel hineingeleitet. Dadurch tritt eine permanente Schädigung der Haarwachstumszellen ein. Das Haar kann nicht mehr nachwachsen, so dass die Haarlosigkeit dauerhaft ist. Deshalb sollte bei unter 18-jährigen die Einwilligung der Erziehungsberechtigten vorliegen.
Die Elektroepilation wird unter Anwendung von drei Methoden praktiziert, der Thermolyse, der Elektrolyse und der Blend-Methode. Die ausgewählte Methode und deren Anwendung ist abhängig von der individuellen Behaarungssituation, der Hautreaktion und dem unterschiedlichen Schmerzempfinden des Patienten.

#### Thermolyse oder Hochfrequenzelektrokoagulation
Durch hochfrequenten Wechselstrom wird an der Umgebung der Sondenspitze Wärme erzeugt, was zur Koagulation der Gewebe- und Wachstumszellen im Follikel führt.

#### Elektrolyse
Bei der Elektrolyse-Behandlung wird durch ausschließlich verwendeten Gleichstrom im Haarfollikel eine Natronlauge produziert, die auf chemischem Wege die germinativen Zellen zerstört.

#### Blendmethode
Bei der Blendmethode werden beide Stromarten, also der hochfrequente Wechselstrom (Thermolyse) und der Gleichstrom (Elektrolyse), miteinander kombiniert, und es kommt zur beschleunigten Erwärmung der Natronlauge.

### Vergleich der Verfahren
In den USA werden Behandlungsgeräte von der amerikanischen Zulassungsbehörde FDA (Food and Drug Administration) geprüft und kategorisiert. Während im deutschen Sprachgebrauch „dauerhafte Haarentfernung“ oder „permanente Haarreduktion“ für so unterschiedliche Verfahren mit ebenso unterschiedlichen Ergebnissen wie die Photoepilation und die Elektro-Epilation beliebig nebeneinander verwendet werden, differenziert die FDA zwischen zwei Kategorien: Die Kategorie „Permanent Hair Removal“ („dauerhafte Haarentfernung“), wird Verfahren zugeordnet, die eine lebenslange Beseitigung der Haare ermöglichen, während die Kategorie „Permanent Hair Reduction“ („dauerhafte Behaarungsverringerung“) für Verfahren zutrifft, die eine dauerhaft sichtbare Reduzierung der Haaranzahl nachweisen können. In Deutschland hat das OLG Celle in einem Urteil aus dem August 2011 festgelegt, dass 'dauerhafte Haarentfernung' nicht 'immerwährend' bedeutet. Da in der Haut eine Vielzahl von inaktiven Haarzellen eingebettet sind, kann es zu erneuter Behaarung kommen, wenn diese Zellen zum Beispiel durch hormonelle Umstellungen (Pubertät, Schwangerschaft, Menopause etc.) aktiviert werden.
- Die Kategorie „Permanent Hair Removal“ ist bisher ausschließlich auf Verfahren der Elektroepilation angewendet worden als bisher einzige nachgewiesen erfolgreiche Methode, mit der die definitive Entfernung unerwünschter Haare erzielt werden kann und zwar für alle Haare, unabhängig von ihrer Stärke und Farbe und ohne Nebenwirkungen oder Spätfolgen.
- In der Kategorie „Permanent Hair Reduction“ sind die meisten am Markt befindlichen Laser- und Lichtbehandlungssysteme eingeordnet. Die mit optischen Mitteln arbeitenden Laser- und Lichtverfahren zeichnen sich, in Relation zu den anderen hier genannten Verfahren, durch geringere Schmerzhaftigkeit sowie eine zügige Durchführbarkeit aus. Die Methode hat jedoch eine entscheidende Beschränkung: sie funktioniert nur bei Haaren, die noch Farbstoff (Melanin) enthalten. Weißes, graues oder extrem blondes Haar scheidet daher für diese Methode aus. Auch können sehr dunkelhäutige Menschen nicht behandelt werden. Behandlungserfolg und -dauer hängen maßgeblich von der Energie des Systems ab. Mittlerweile sind diese Techniken am Markt etabliert und – richtig angewandt – auch meistens sehr erfolgreich.[8]

Aufgrund der unterschiedlichen Ergebnisse dieser Verfahren ist es unangebracht, die Kosten gegenüberzustellen.

### Sicherheit
Bei der Anwendung von IPL-Geräten müssen insbesondere die Sicherheitsbestimmungen und die erforderlichen Schutzmaßnahmen eingehalten werden. Auf Grund der hohen optischen Intensität (einige J/cm²) vieler Geräte werden die Expositionsgrenzwerte (Richtlinie 2006/25/EG bzw. Werte nach BG-Information 5006) in typischen Abständen von 0,5 bis 1 m für die Augen deutlich überschritten. Die Blendung kann viele Meter (bis zu ca. 14 Meter) weit reichen.